# コートールド美術研究所
コートールド美術研究所（英: The Courtauld Institute of Art）は、ロンドン大学を構成するカレッジのひとつで、美術史に特化した教育および研究を専門とする機関。美術史研究および保存修復に関して世界最高の研究機関のひとつに数えられる。また、歴代卒業生のうちから多くの美術館館長を輩出しており、彼、彼女らはしばしば「コートールド・マフィア」と称される。本研究所の美術コレクションは、印象派、ポスト印象派を始めとする多数の卓越した作品を有しており、それらは付属のコートールド・ギャラリーに収められている。研究所、ギャラリー共にロンドンのストランド地区サマセット・ハウス内にある。